# Oskar von Redwitz

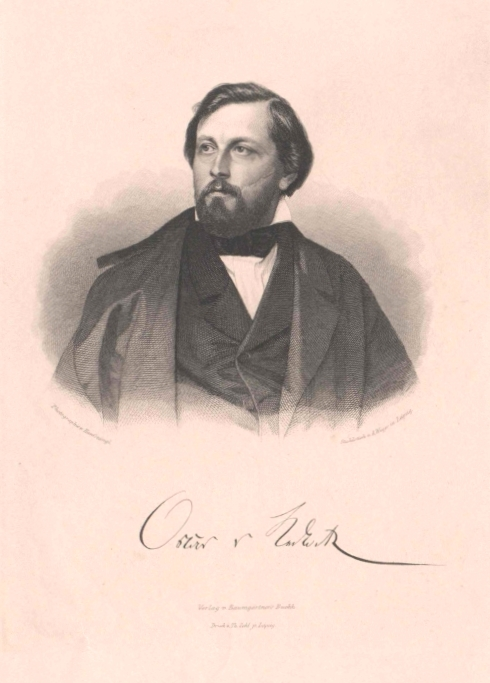
Oskar von Redwitz

Oskar Freiherr von Redwitz auf Schmölz und Theisenort (* 28. Juni 1823 in Lichtenau (Mittelfranken); † 6. Juli 1891 in der Nervenheilanstalt St. Gilgenberg in Eckersdorf bei Bayreuth) war ein deutscher Dichter.

## Leben

### Herkunft
Oskar von Redwitz wurde in Lichtenau, in der Nähe von Ansbach, am 28. Juni 1823 geboren. Er entstammte der ehemals reichsunmittelbaren fränkischen Adelsfamilie von Redwitz und war der Sohn des bayerischen Beamten Ludwig von Redwitz (1779–1848) und dessen Gattin Anna geborene Miller, der Nichte des Dichters Johann Martin Miller.

### Lebensgang

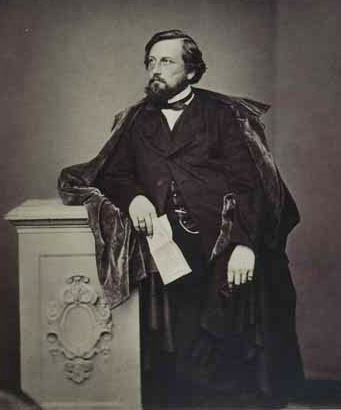
Oskar von Redwitz, Foto um 1870

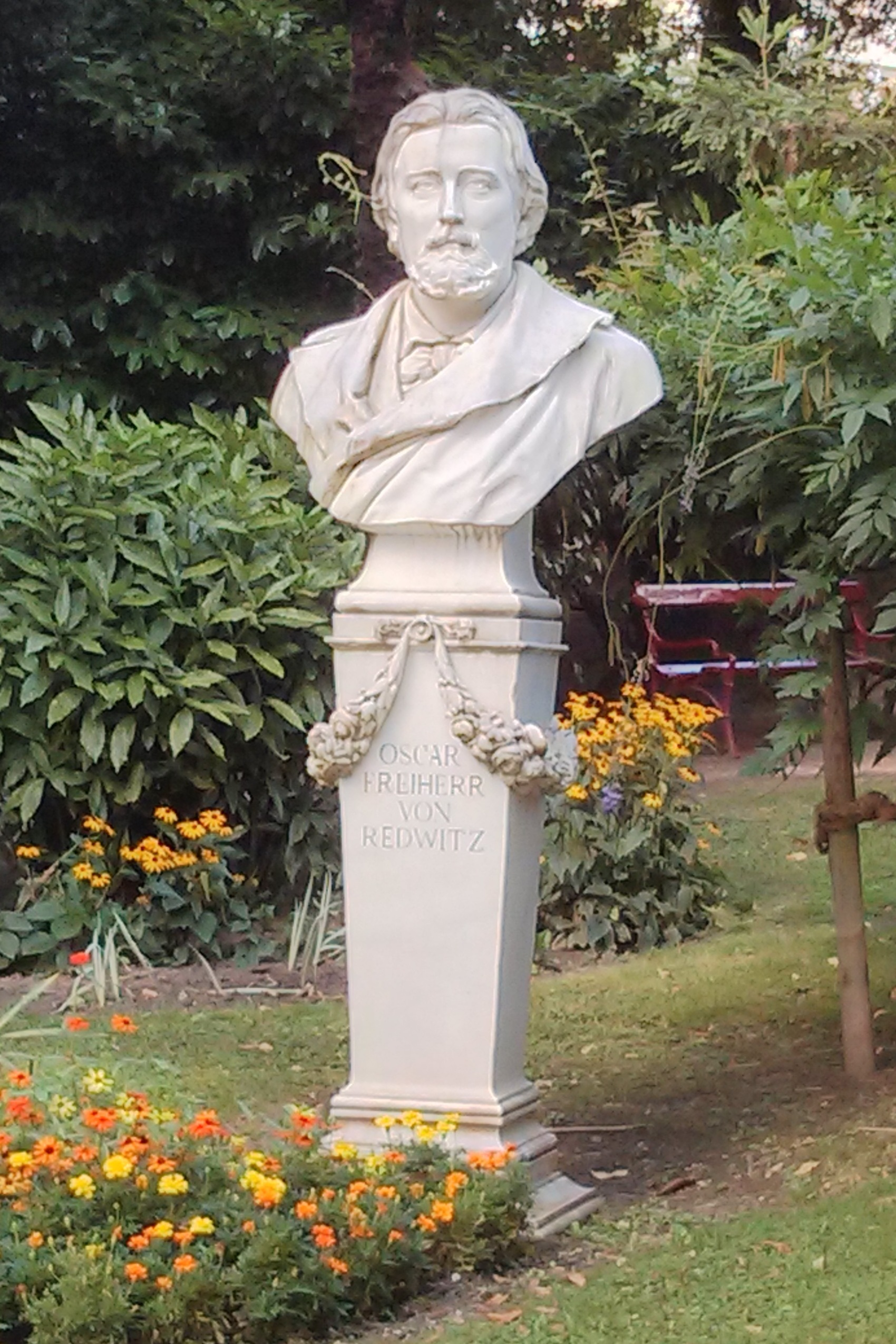
Büste von Oskar Freiherr von Redwitz im Schiller-Park in Meran.

Nach dem Besuch der Gymnasien in Speyer und Zweibrücken studierte von Redwitz in München und Erlangen. Ab 1843 war er Mitglied des Corps Franconia München.
Danach war Redwitz Anwärter des bayerischen Staatsdienstes (1846–49). Anschließend studierte er Sprachen und Literatur an der Rheinischen Friedrich-Wilhelms-Universität Bonn (1849–50) und wurde 1851 Professor für Ästhetik und Geschichte der Literatur an der Universität Wien. 1852 gab er diesen Posten auf und zog auf seinen Landsitz Schellenberger Hof bei Weilerbach, Pfalz. Das Gut hatte seine aus Speyer stammende Frau Mathilde Hoscher, die er 1851 in Weilerbach geheiratet hatte, in die Ehe eingebracht.
1854 zog er auf sein Schloss Schmölz in der Nähe von Kronach. Dieses ließ er bis 1857 um einen Südflügel erweitern. Doch bereits 1861 veräußerte der Freiherr den Stammsitz seiner Familie Redwitz-Schmölz an die Freiherren von Egloffstein.
Als gewähltes Mitglied der Bayerischen Bezirkskammer zog er 1862 nach München. Im Jahre 1872 wählte er die Villa Schillerhof in Meran zum Wohnsitz. Dort verkehrte er unter anderem mit dem Schriftsteller Fedor von Zobeltitz. Die letzten Jahre seines Lebens verbrachte er in einem Nervenheilanstalt St. Gilgenberg in der Nähe von Bayreuth, wo er am 6. Juli 1891 starb.
Sowohl in Weilerbach als auch in seinem Geburtsort Lichtenau sind Straßen nach dem Dichter benannt.

### Nachkommen
Das Ehepaar hatte mehrere Kinder. Der Sohn Max von Redwitz (1858–1920) war Generalmajor und Hofmeister im Königshaus Wittelsbach, die Tochter Marie von Redwitz (1856–1933), Hofdame bei Herzogin Amalie in Bayern und betätigte sich als Schriftstellerin, die andere Tochter, Anna von Redwitz (1852–1924), hatte den Eisenbahnindustriellen Otto von Kühlmann geheiratet; ihr Sohn, der Diplomat Richard von Kühlmann, nahm im Ersten Weltkrieg die Amtsgeschäfte des deutschen Außenministers wahr. Ihr Enkel war der deutsche FDP-Politiker Knut von Kühlmann-Stumm (1916–1977).

## Grabstätte

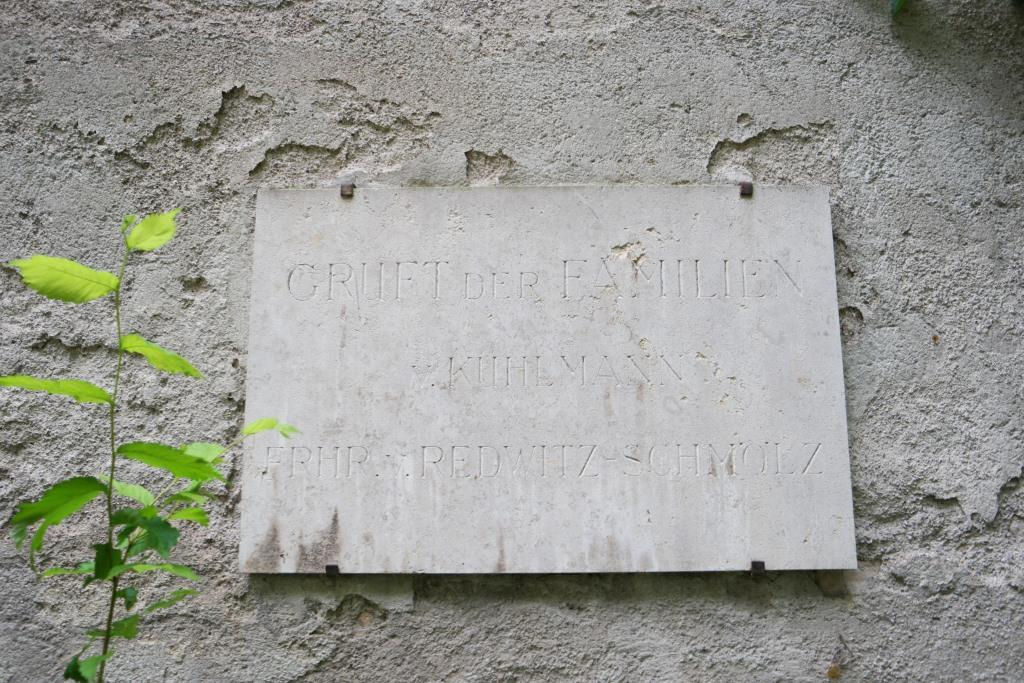
Grab von Oskar Redwitz auf dem Alten Südlichen Friedhof in München

Die Grabstätte von Oskar Redwitz befindet sich auf dem Alten Südlichen Friedhof in München (Neu Arkaden Platz 97 bei Gräberfeld 41) Standort. In der gemeinsamen Familiengruft liegt auch Otto von Kühlmann, der die Tochter von Redwitz-Schmölz geheiratet hatte.

## Büste in Meran
Die Büste von Redwitz wurde von Caspar von Zumbusch angefertigt und 1894 im Schiller-Park in Meran aufgestellt. Oskar von Redwitz lebte ab 1872 bis kurz vor seinem Tod in Meran in der Nähe des Parks in der Villa Schillerhof.
Zudem gibt es eine nach ihm benannte Waldlichtung im Südtiroler Gossensaß.

## Wirken als Schriftsteller
Die fromme Sentimentalität seines romantischen Epos Amaranth (1849; 42. Auflage 1898) brachte ihm bereits begeisterte Bewunderer ein. Der Arbeit folgten Märchen (1850), Gedichte (1852) und die Tragödie Sieglinde (1854). Auf Schloss Schmölz schrieb er die Tragödie Thomas Morus (1856), die historischen Dramen Philippine Welser (1859) und Der Zunftmeister von Nürnberg (1860), von denen die ersten beiden großen Erfolg hatten.
1868 veröffentlichte er den Roman Hermann Stark, deutsches Leben, und 1871 Das Lied vom neuen deutschen Reich, bestehend aus mehreren hundert patriotischen Sonetten.
Als Sprachschöpfung von Redwitz hielt sich „Husch, husch – die Waldfee!“ (aus Philippine Welser).

## Werke (Auswahl)

### Gedichte
- Ein Märchen (1850) (Digitalisat bei lexikus.de / kostenloses Digitalisat bei GoogleBooks)
- Amaranth (1851) (Digitalisat)
- Gedichte (1852)
- Das Lied vom neuen deutschen Reich (1871)
- Ein deutsches Hausbuch (1883)

### Romane
- Herman Stark, deutsches Leben (1868)

### Dramen
- Sieglinde (1853)
- Thomas Morus (1856)
- Philippine Welser (1859)[7]
- Der Doge von Venedig (1863)